# Новосельский, Алексей (лыжник)
Алексей Новосельский (лит. Aleksei Novoselski; род. 2 февраля 1985, Новгород) — литовский лыжник, участник двух Олимпийских игр и трёх чемпионатов мира. Большую часть спортивной карьеры жил и тренировался в литовском Висагинасе.

## Карьера
В Кубке мира Новосельский дебютировал в 2005 году, с тех пор в личных гонках не поднимался выше 49-го места и кубковых очков не завоёвывал. Лучшим достижением Новосельского в общем итоговом зачёте Кубка Скандинавии является 81-е место в сезоне 2006-07.
На Олимпиаде 2006 года в Турине был 59-м в спринте, так же стартовал в гонках на 15 км классическим стилем и масс-старте на 50 км, но в обеих сошёл с дистанции.
На Олимпиаде-2010 в Ванкувере занял 53-е место в спринте и 71-е место в гонке на 15 км свободным стилем.
За свою карьеру принимал участие в трёх чемпионатах мира, лучший результат 21-е места в командных спринтах на чемпионатах мира 2009 и 2011 годов, а в личных гонках 59-е место в спринте на чемпионате мира 2009 года.
Завершил спортивную карьеру по окончании сезона 2010/11. Использовал лыжи производства фирмы Fischer.